# Brachycaudus persicae
L'afide nero del pesco (Brachycaudus persicae (Passerini, 1860)) è un insetto della famiglia delle Aphididae. Vive sul pesco, sul susino e su altri alberi, nei cui confronti svolge un'azione parassitaria.

## Descrizione
Gli adulti di B. persicae sono di colore nero-lucido, ed hanno una lunghezza di 1,5-2 millimetri; dotati di sei gambe, sono per lo più privi di ali, ma esistono anche forme alate.
Le ninfe hanno una colorazione tra il rosso ed il marrone.

## Ciclo vitale
Nel ciclo vitale del B. persicae abbiamo le seguenti fasi salienti:
- Inverno: gli esemplari svernano sulle radici della pianta ospite[3][4].
- Primavera: all'inizio della stagione gli esemplari migrano dalle radici per andarsi a concentrare intorno ai fiori[4]; in seguito, si spostano a colonizzare i germogli ed i ramoscelli; in questa fase, nascono varie generazioni di femmine[4].
- Estate: all'inizio della stagione nascono vari esemplari alati che migrano su altre piante diffondendo l'infestazione; verso metà stagione, gli esemplari non alati si spostano di nuovo verso le radici[3][4], dove trovano nutrimento e dove poi sverneranno[4].
- Autunno: presso le radici nascono nuovi esemplari sia alati che non; alcuni di questi tornano sulla chioma[3].

## Danni
Tra i danni causati da quest'insetto, il più grave è quello causato alle radici, che subiscono ipertrofie che poi condurrano al marciume; gli alberi, soprattutto se giovani, sono resi in tal modo vulnerabili a danni da parte di altri organismi ed a condizioni ambientali sfavorevoli.

I danni alle parti superiori dell'albero raramente sono gravi; prevalentemente le foglie si ingialliscono, si accartocciano e cadono prematuramente. Talora si possono avere delle deformità dei frutti. Se i B. persicae sono molto numerosi, la loro secrezione melata può macchiare le foglie ed i frutti.

## Metodi di lotta
Va controllata, nei mesi primaverili ed estivi, l'eventuale presenza di colonie sulla faccia inferiore delle foglie, in quanto queste sono più facili da gestire rispetto alle colonie presenti sulle radici. Se le colonie nelle parti alte ci sono, o, comunque, se l'albero appare malato, bisogna verificare la presenza dei B. persicae sul suolo vicino alle radici. Non ci sono soglie di pericolosità predefinite; comunque è consigliabile intervenire nel caso sia stata trovata almeno una colonia se l'albero è sotto i tre anni di età, nel caso siano state trovate almeno due colonie se l'albero è più anziano.
Per il trattamento esistono varie vie:
- l'impiego di aficidi[3];
- la disposizione preventiva di anelli di vischio per bloccare la strada agli insetti[3];
- la disinfestazione preventiva delle radici, al momento dell'impianto, con polisolfuri di bario al 5%[3].